# The In Between
The In Between é o segundo álbum da  banda de rock Highwater Rising. Lançado entre 2003 e 2004.

## Faixas
Todas as faixas escritas e compostas por Hawken, Wiesler e Borger. 
| The In Between |                       |         |  |
| N.º            | Título                | Duração |  |
| 1.             | "Coming Undone"       | 3:45    |  |
| 2.             | "Wasted Days"         | 4:30    |  |
| 3.             | "Life In Three Parts" | 3:57    |  |
| 4.             | "In My Head"          | 4:36    |  |
| 5.             | "Dropout"             | 3:58    |  |
| 6.             | "Can't Wait Around"   | 3:59    |  |
| 7.             | "Lie Awake"           | 4:21    |  |
| 8.             | "Kissing Tree"        | 3:19    |  |
| 9.             | "The Waiting"         | 6:23    |  |
| 10.            | "Oceans"              | 7:55    |  |
| Duração total: | Duração total:        | 46:43   |  |

| Faixa Bônus |                           |         |  |
| N.º         | Título                    | Duração |  |
| 11.         | "Full Moon Drive (Ghost)" |         |  |